# 伍爾沃斯大樓
伍爾沃斯大樓（英語：Woolworth Building）是一座位於美國紐約市的一棟摩天大樓。由建築師卡斯·吉爾伯特設計，該建築位於曼哈頓翠貝卡街區百老匯街23號。是1913年至1930年間世界上最高的建築，高度為792英尺（241公尺）。在建成一個多世紀後，至今仍是美國前100高的建築之一。大樓東臨百老彙和市政廳公園，北臨公園廣場，南臨巴克萊街。該建築物由一個30層的基地和一個30層的塔樓組成。主要外牆主要裝飾有建築赤土陶器，下部為石灰石，並設有窗戶。其大廈內的大堂包含各種雕塑、馬賽克和建築風格。該建築也設有多種便利設施和景點，包括位於57層，現已關閉的天文台和位於地下室的私人游泳池。
弗蘭克·溫菲爾德·伍爾沃斯是F·W·伍尔沃斯公司品牌的創始人，他將這座摩天大樓設想為他公司的總部。並與歐文信託共同規劃了這座摩天大樓的計畫。建築物最初計劃為12至16層的商業建築，但在規劃過程中進行了多次修改。最終高度直到1911年1月才正式確定。施工於1910年開始，於兩年後完工。並於1913年4月24日正式啟用。
伍爾沃斯大樓在其歷史上經歷了數次變革。外立面於1932年進行了清潔，大樓在1977年至1981年間進行了大規模翻新。歐文信託於1931年將其總部遷至華爾街1號，伍爾沃斯公司繼續擁有大樓，並持續使用了整整20世紀。直到該1998年，該建築賣給了富樂客。2012 年，頂部30層賣給了一家開發商並改建為住宅。
自1966年以來，伍爾沃斯大廈一直是美國的國家歷史地標，自1983年以來一直是紐約市指定的地標。

## 圖片

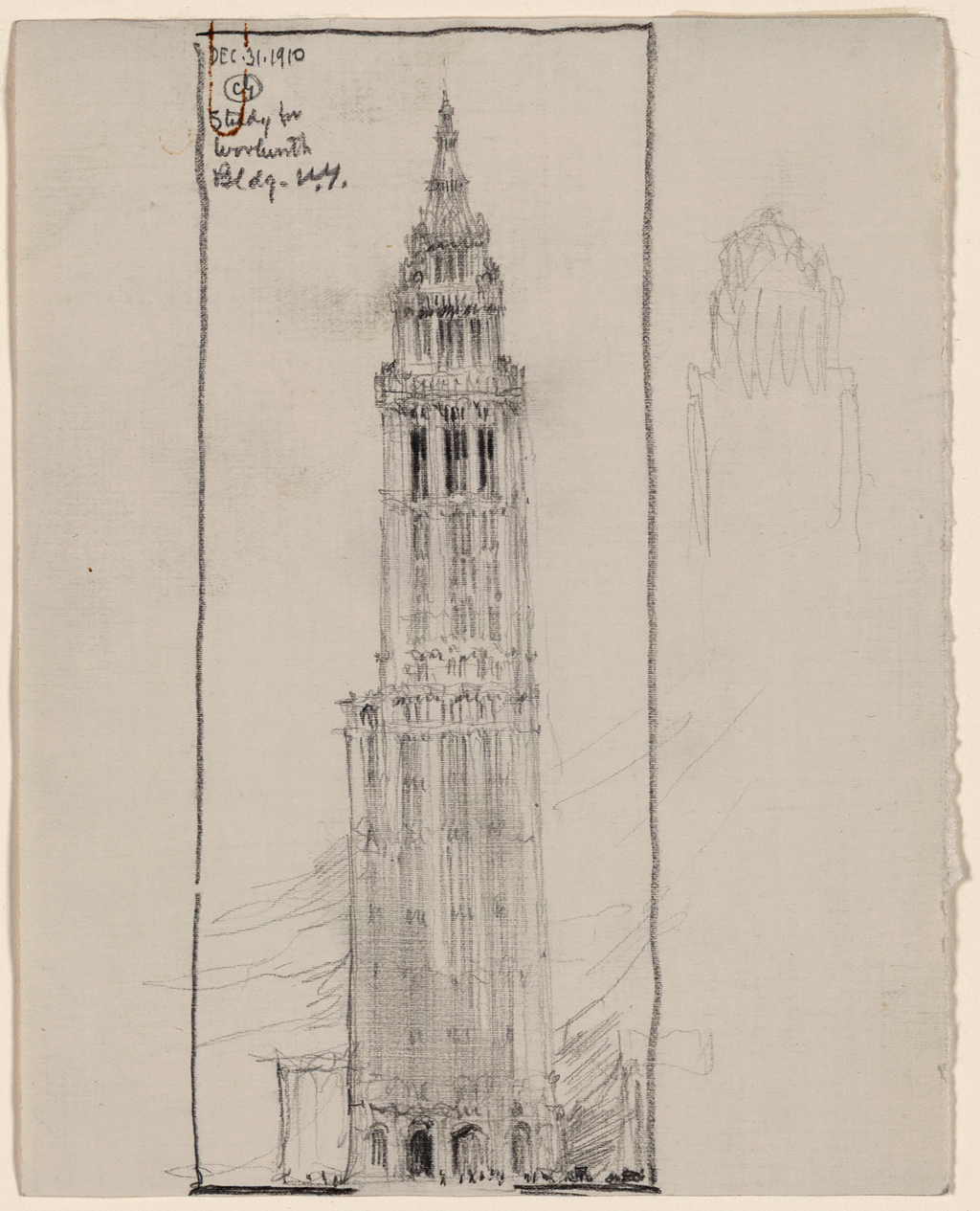
伍尔沃斯大楼研究，纽约
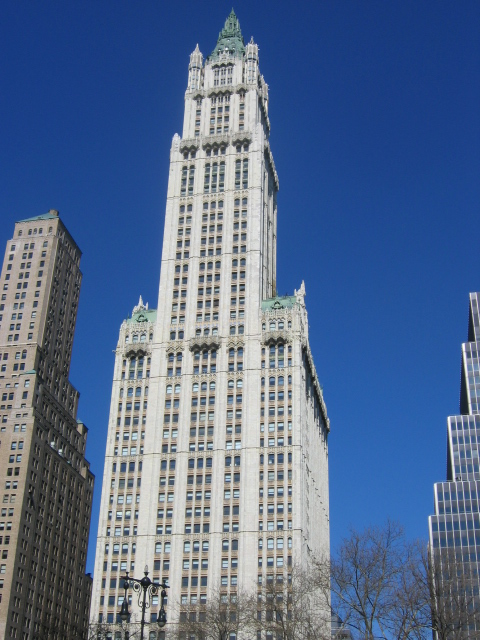
伍爾沃斯大樓

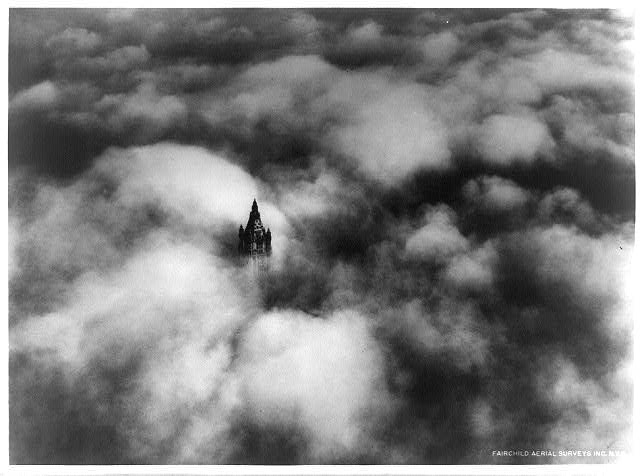
高聳入雲
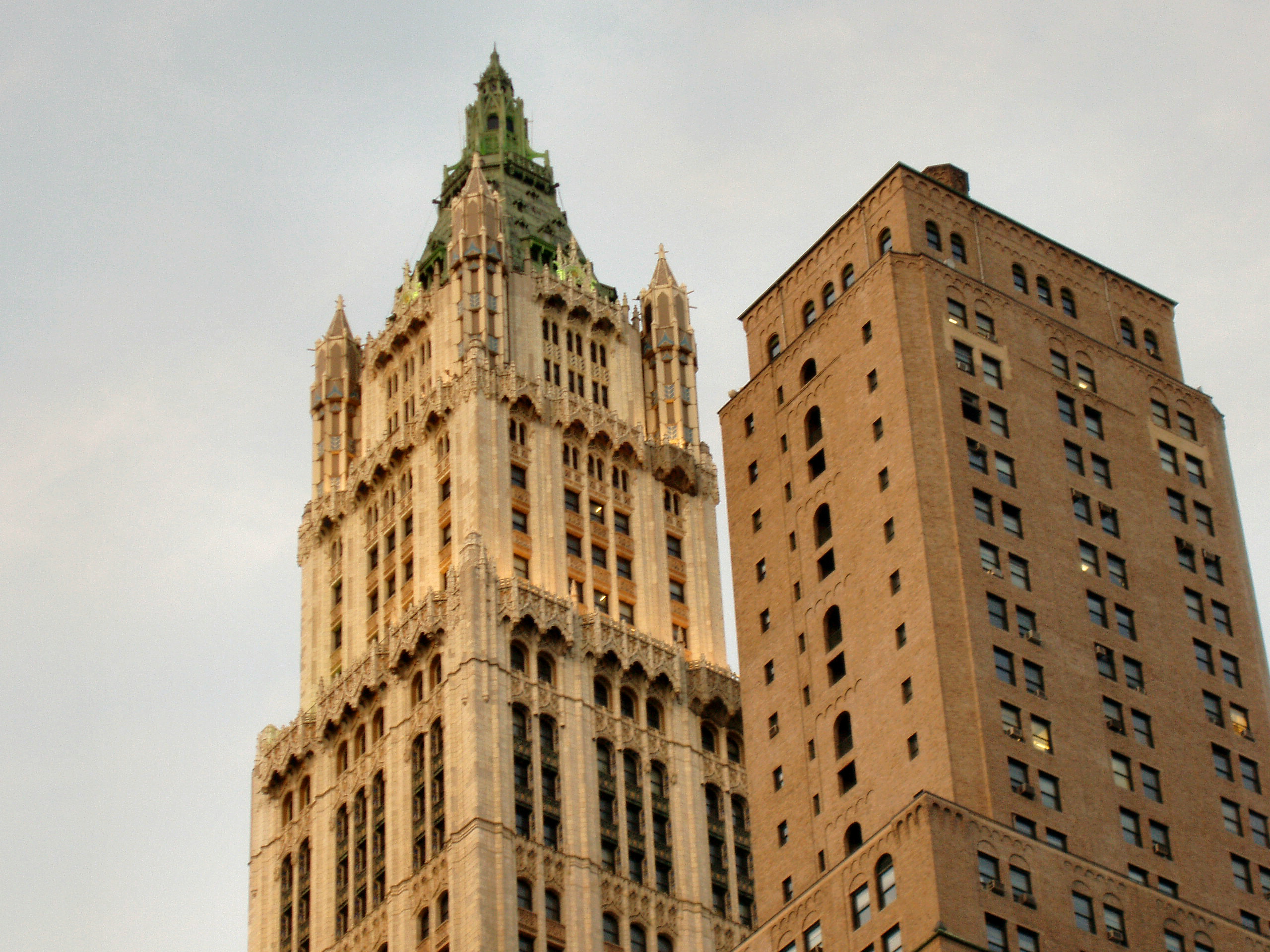
細節

### 腳注
1. ↑  . World Digital Library. 1910-12-10  [2013-07-25]. （原始内容存档于2020-11-26）.

| 前任： 大都會人壽保險大樓 | 全球最高摩天大樓 1913年-1930年 | 繼任： 川普大樓 |